# Остров (Кормянский район)
Остров (бел. Востраў) — упразднённая деревня в Коротьковском сельсовете Кормянского района Гомельской области Беларуси. На севере граничит с лесом.

## География

### Расположение
В 6 км на юг от Кормы, в 61 км от железнодорожной станции Рогачёв (на линии Могилёв — Жлобин), в 116 км от Гомеля.

### Гидрография
На реке Добрич (приток реки Сож)

## Транспортная сеть
На автодороге Боровая Буда — Корма. Застройка деревянная усадебного типа.

## История
Согласно письменным источникам известна с начала XIX века как селение в Кормянской волости Рогачёвского уезда Могилёвской губернии. Согласно ревизии 1816 года сельцо. В 1868 году начала работать сукновальня. Согласно переписи 1897 года действовали хлебозапасный магазин. В 1909 году во владении жителей находилось 349 десятин земли. В 1930 году организован колхоз «Красный Остров», работали водяная мельница и кузница. Согласно переписи 1959 года в составе совхоза «Кормянский» (центр — деревня Коротьки).
1 марта 2012 года деревня упразднена.

## Население
- 1816 год — 2 двора.
- 1897 год — 30 дворов, 199 жителей (согласно переписи).
- 1959 год — 96 жителей (согласно переписи).
- 2004 год — 1 хозяйство, 2 жителя.

## Известные лица
- В деревне родился Г. И. Лашкевич — член-корреспондент Национальной АН Беларуси, доктор сельскохозяйственных наук, профессор[2].